# كاتدرائية التجلي في أوديسا
كاتدرائية التجلي في أوديسا هي الكاتدرائية الأرثوذكسية في أوديسا، أوكرانيا، والمُخصصة لتجلي السيد المسيح، وهي تتبع الكنيسة الأوكرانية الأرثوذكسية (بطريركية موسكو). تعرّضت الكاتدرائية لأضرار بالغة جراء هجوم صاروخي روسي على أوديسا [الإنجليزية] في 23 يوليو 2023.

## تاريخها
تُعد الكاتدرائية أول وأهم كنيسة في مدينة أوديسا، وقد أسسها غافريل بانوليسكو-بودوني [الإنجليزية] في 1794. تأخر البناء عدة سنوات، فكلف حاكم نوفوروسيا المُعيّن حديثًا، أرماند-إيمانويل دي فينيرو دو بليسيس، دوق ريشيليو، المهندس المعماري الإيطالي فرانشيسكو فرابولي بإكمال البناء.
صُنّفت الكاتدرائية كونها الكنيسة الرئيسية في نوفوروسيا في 1808. وواصلت توسعها طوال القرن التاسع عشر. بُني برج الناقوس بين عامي 1825 و1837، ثم قاعة الطعام التي تربطه بالكنيسة الرئيسية بعد عدة سنوات. كُسي الجزء الداخلي بالرخام متعدد الألوان، وصُنعت شواهد الأيقونات من الرخام أيضًا.[بحاجة لمصدر]
بُنيت العديد من الكنائس في المنطقة، بما في ذلك كاتدرائية المهد في كيشيناو [الإنجليزية]، كمحاكاة واعية لكاتدرائية أوديسا. كانت الكاتدرائية مدفنًا لأساقفة توريد، بمن فيهم القديس إنوسنت من خيرسون، والأمير ميخائيل سيميونوفيتش فورونتسوف [الإنجليزية]، حاكم نوفوروسيا الشهير.[بحاجة لمصدر]
هدم السوفيت المبنى الأصلي في 1936. وأُعيد بناؤه ابتداءً من 1999. وكُرِّست الكاتدرائية الجديدة في 2003. وأُعيد دفن رفات الأمير فورونتسوف وزوجته في الكاتدرائية. ويوجد تمثال له في ساحة الكاتدرائية. أُلغيَت الصفة التذكارية لهذا التمثال في 11 نوفمبر 2023، امتثالاً لقوانين محو الطابع الروسي لعام 2023 [الإنجليزية].
يمكن التحكم في أجراس الكاتدرائية عبر جهاز إلكتروني قادر على تشغيل 99 لحنًا.[بحاجة لمصدر]
تضررت الكاتدرائية بشدة جراء هجوم صاروخي روسي في 23 يوليو 2023. أدانت اليونسكو بشدة الهجمات المتكررة التي شنتها روسيا على مواقع التراث العالمي في أوكرانيا، بما في ذلك كاتدرائية التجلي.

## معرض الصور

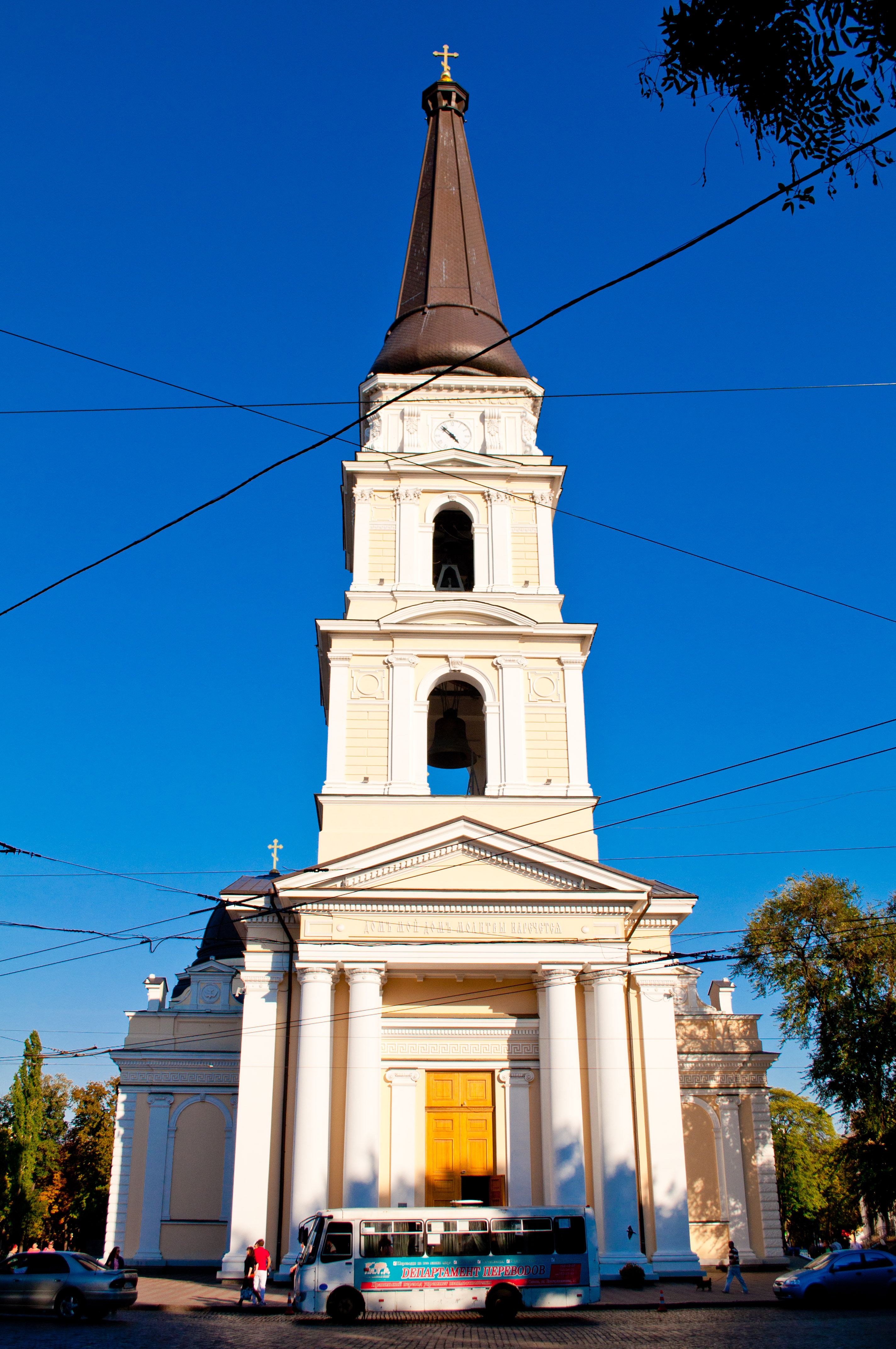
برج الناقوس والمدخل الرئيسي
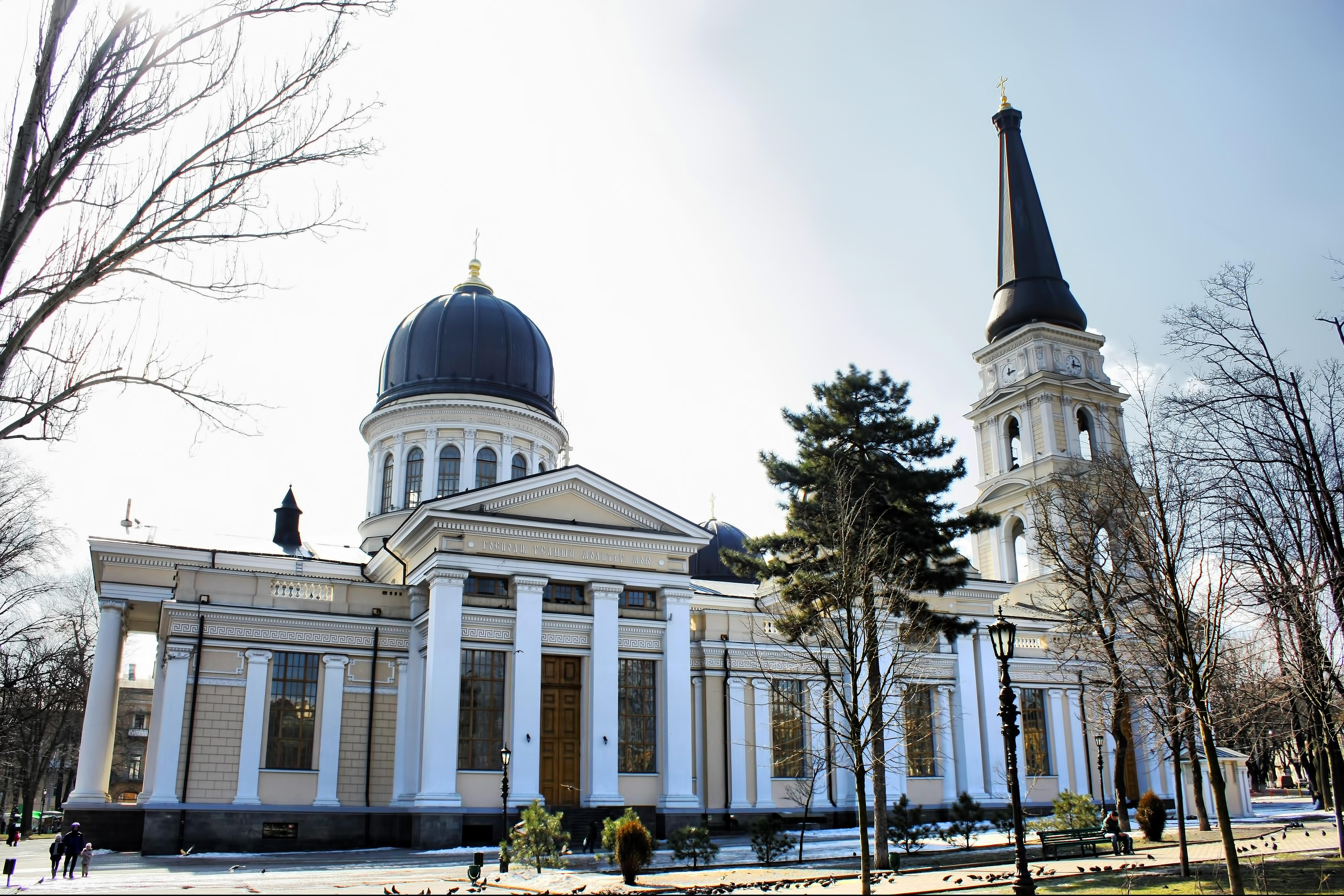
المنظر الكامل للكاتدرائية
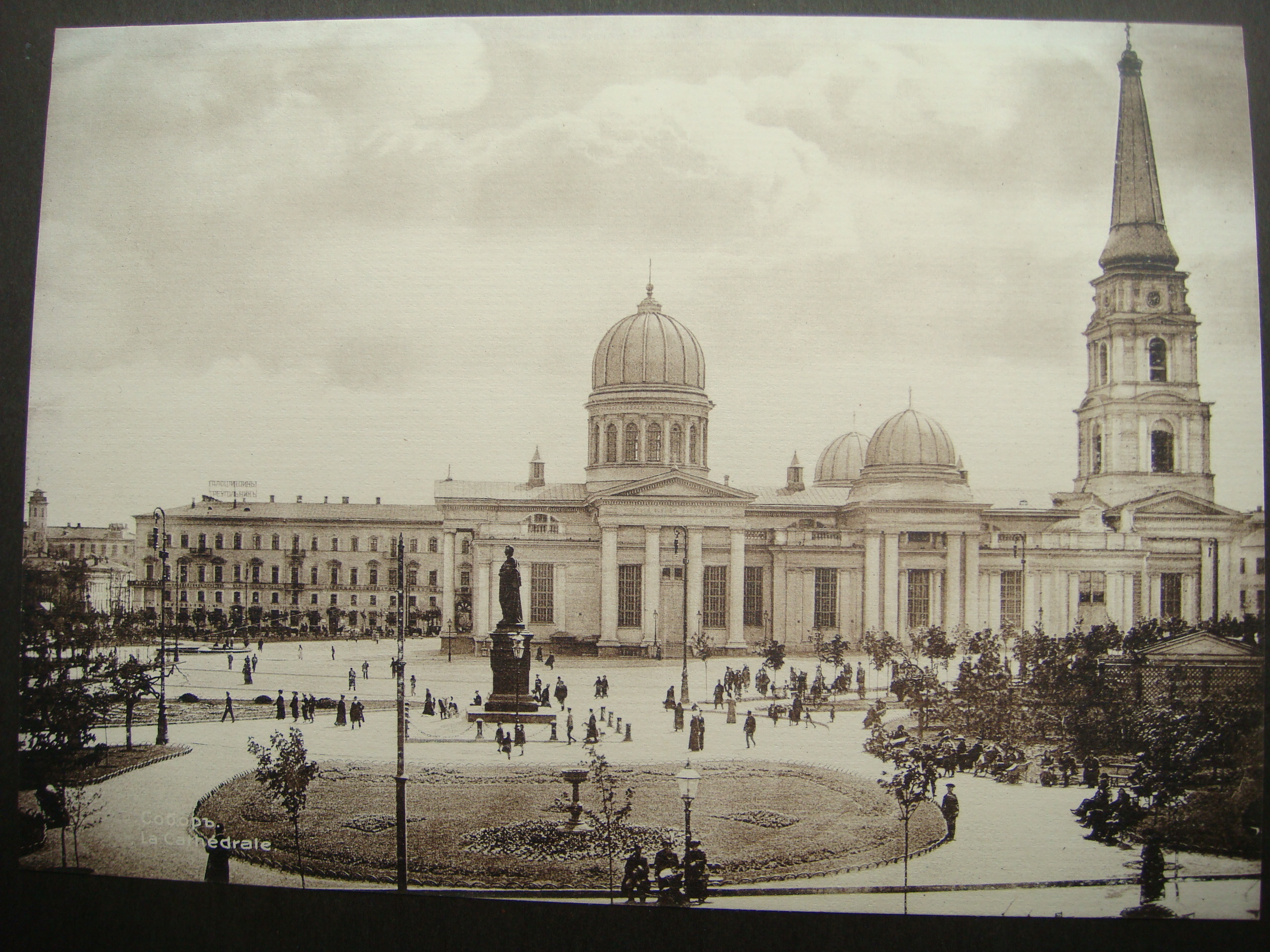
ساحة الكاتدرائية في أوائل القرن العشرين
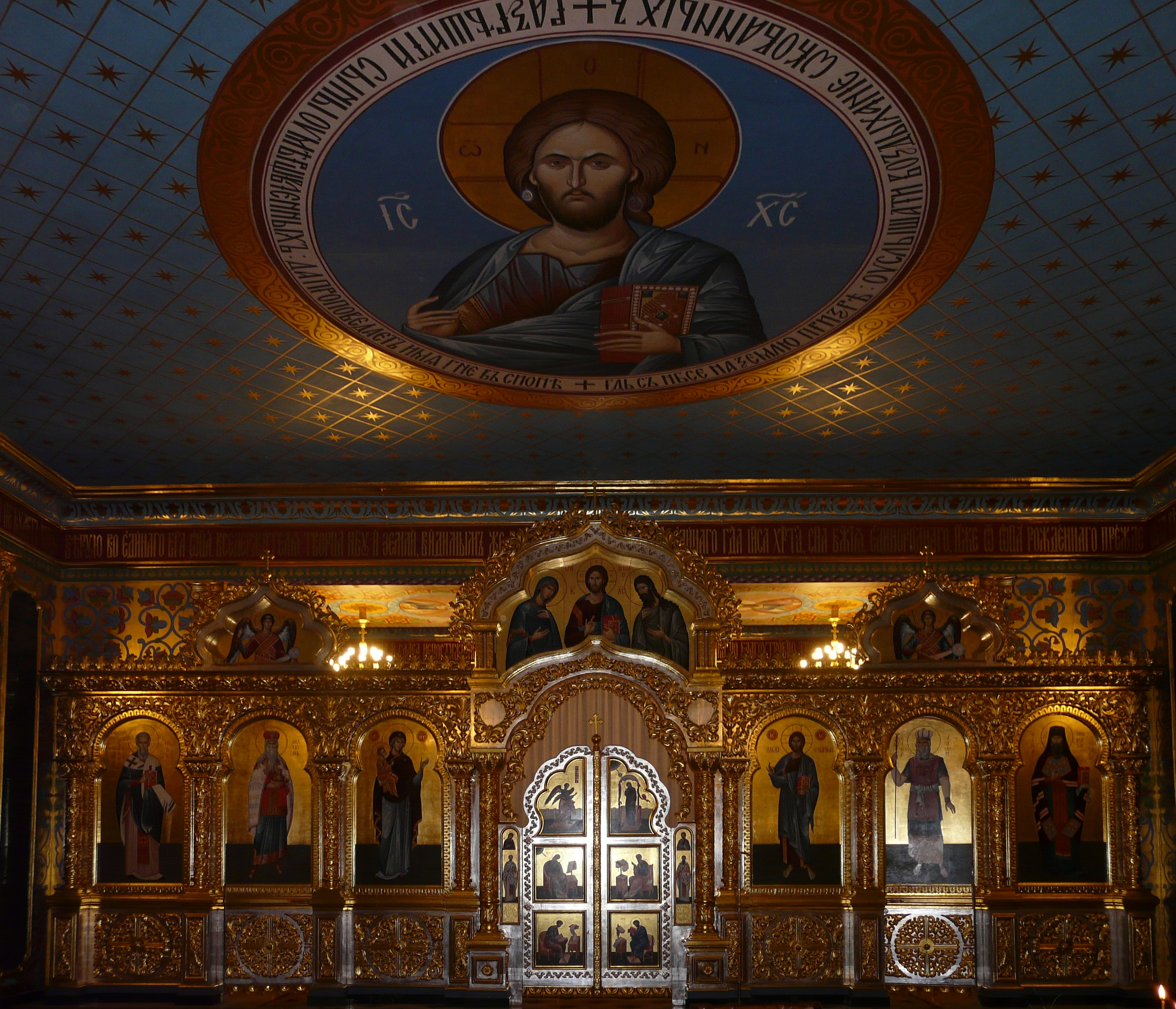
مشهد الأيقونات في كنيسة جانبية
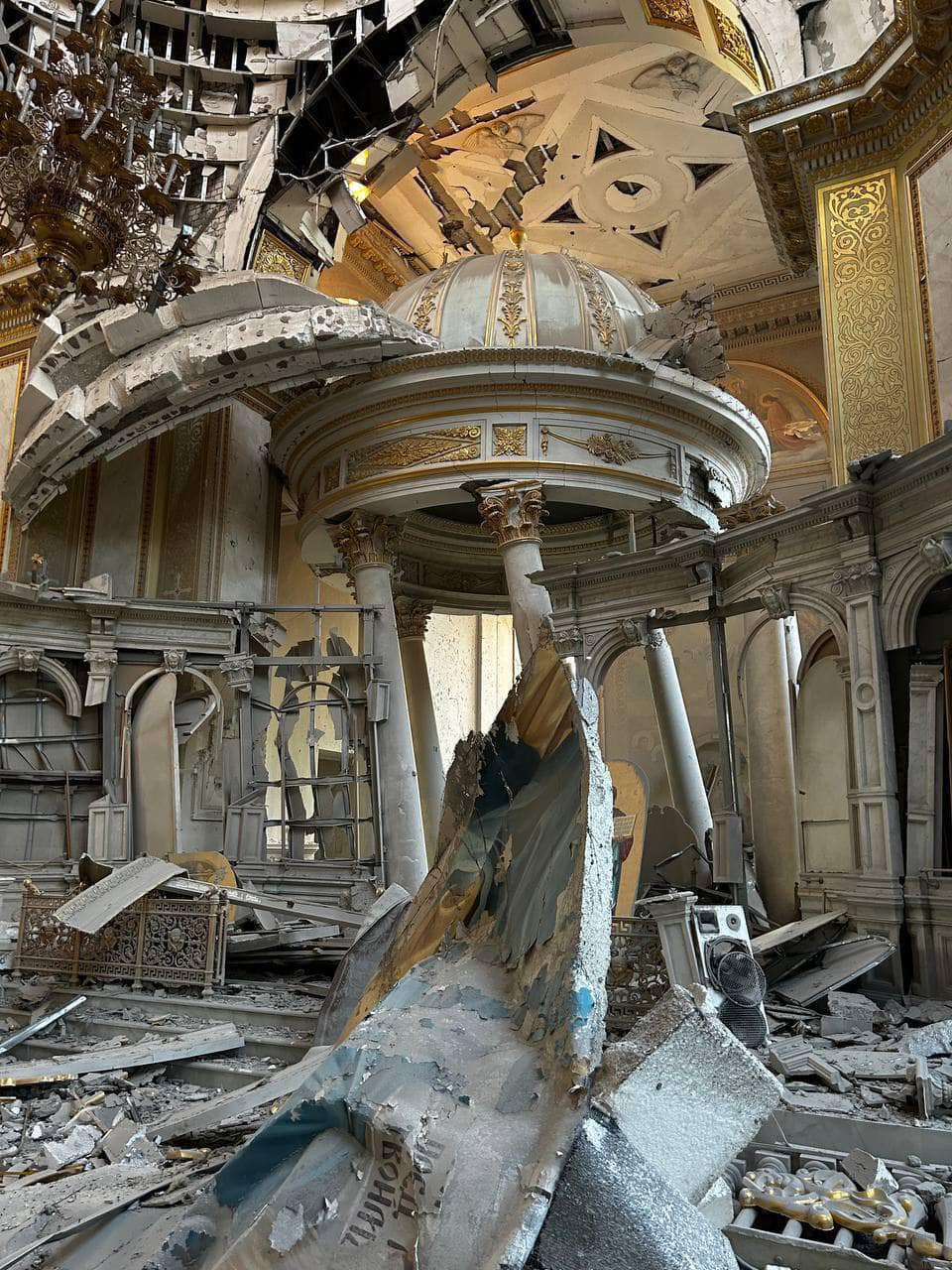
من داخل الكاتدرائية بعد الهجوم الصاروخي